# Bolgheri Vermentino
Il Bolgheri Vermentino è un vino DOC la cui produzione è consentita nella provincia di Livorno.

## Caratteristiche organolettiche
- colore: giallo paglierino
- odore: delicato caratteristico
- sapore: secco, armonico e morbido

## Produzione
Provincia, stagione, volume in ettolitri
- Livorno  (1994/95)  136,5
- Livorno  (1995/96)  139,1
- Livorno  (1996/97)  225,23